# 在韓中国朝鮮族
在韓中国朝鮮族（ざいかんちゅうごくちょうせんぞく、朝鮮語：재한 조선족）は、大韓民国（以下、韓国）に滞在中の朝鮮系中国人である朝鮮族を意味する。在韓中国同胞 (재한 중국 동포)あるいは韓国滞留中国同胞 (한국 체류 중국동포)とも呼ばれる。

## 概要
1990年代から本格的に増えはじめ、2007年に33万人、2009年5月44万3836人、2011年4月44万7000人、2017年49万8000人、2019年54万人と増加。帰化・永住者を含めると、延辺朝鮮族自治州に居住する朝鮮族の人口（2020年11月・59万7000人）を大幅に超える70万8000人に達している。なお、朝鮮族人口は2020年末、170万2479人（女性87万2372人・男性83万107人）。
韓国では中国同胞（중국동포）、中国僑胞（중국교포）とも呼ばれる。
2018年4月には、ソウル特別市が、「在米同胞、在日同胞と呼ぶのとあわせる意味もあり」、「朝鮮族」のかわりに「中国同胞」を行政用語として使用するよう告示した。

## 交流初期（里帰り・親族訪問）
社会主義国の中国と反共が国是の韓国との間には国交がなく、中国共産党軍やソ連軍に属していた朝鮮族部隊が、そのまま北朝鮮軍に編入されるなど、多くの朝鮮族が朝鮮戦争に参戦。実際に戦火を交えたこともあり、同じ民族である朝鮮族と韓国との交流も、体制の違いなどから長く閉ざされていた。
文化大革命前夜の1965年には、韓国農林部長官・車均禧（차균희）の両親が韓国を訪問。「韓国を訪問した初めての朝鮮族」とされている。
1974年3月7日から、KBS（韓国放送公社）は、「共産圏同胞へ（공산권동포에게）」と「望郷の手紙（망향의 편지）」いう題名のプログラムを通じて、韓国の離散家族が中国の親戚に送った手紙と、朝鮮族が韓国の親戚に送った手紙を紹介。また、大韓赤十字社は、韓国の親戚と連絡がとれた朝鮮族に、韓国の親戚からの招請状と航空券、旅行費用を送付するなどした。
1970年代後半に中国で文化大革命が終わり改革・開放に取り組む一方、韓国では社会主義諸国との関係改善を目指す北方外交を進め、中韓両国の関係が改善、往来も活発になり始める。
1978年、中国政府は朝鮮族の訪韓を許可。同年12月には、朝鮮族一家族4名が韓国に永住帰国を果たした。
1984年3月23日、中国は離散家族再会のための韓国人の訪中を認め、1985年には朝鮮族の韓国への里帰り・親族訪問が本格化、訪問者数は250人に達した。
そんな中、1986年には韓国の特務機関に情報を流していた延辺の朝鮮族2人（龍井県物資回収公司元組合委員長と図們市鉄路一中の元教員）が中国当局に摘発される事件も発生している。韓国に住む親族を訪ねた際にスパイになるよう買収されたといわれる。（同年12月27日・読売新聞）
1988年ソウルオリンピックに中国は選手団を派遣、1991年1月、中韓両国は貿易事務所の相互設置を認めるなど交流は進み、1992年8月24日、中韓国交正常化が実現した。1993年には約15万人、1994年には30万人の韓国人が訪中、朝鮮族が暮らす延辺朝鮮族自治州や白頭山へも大挙訪れるなど交流は進んだ。

## 出稼ぎ・国際結婚から定住へ
朝鮮族の韓国訪問者数は、1985年の378名から1989年9388名、1991年3万6147名へと年々増加、訪韓の目的も当初の親戚訪問から、漢方薬のポッタリ（行商）、研修、留学などへと変化。さらには中国国内では得られない高所得など経済的成功（コリアン・ドリーム）を目的に、韓国で暮らす朝鮮族もますます増えていった。
1995年7月末現在、韓国に不法滞在する朝鮮族は2万名と推定され、1995年3月26日には不法滞在する朝鮮族らによって「中国労働者協会」が設立された。
訪韓者数の推移
- 1978–83年、88名の朝鮮族が訪韓（または永住）
- 1984年、206名の朝鮮族が訪韓（または永住）
- 1985年、378名の朝鮮族が訪韓（または永住）
- 1986年、663名の朝鮮族が訪韓（または永住）
- 1987年、708名の朝鮮族が訪韓（または永住）
- 1991年、3万6147名の朝鮮族が訪韓
- 1992年、3万1500名の朝鮮族が訪韓

- 1993年には、韓国政府が朝鮮族の入国を制限。前年より少ない1万227名の朝鮮族が訪韓

朝鮮族による漢方薬のポッタリ（行商）は、偽物や粗悪品が横行したことから1990年末には韓国政府が禁止令を導入、取り締まった。
韓国では3K（汚い・きつい・危険）といわれる仕事の人手不足解消に言葉が通じる朝鮮族が歓迎され、1991年7月24日には韓国船主協会が全国船員労働組合連盟と合意の上で、朝鮮族の雇用を正式に海運港湾庁へ要請、これはのちに実現している。
交流が深まるとともに韓国人と朝鮮族間の葛藤なども深刻化し、1996~97年には、韓国の事情に疎い朝鮮族を狙った、韓国人による詐欺事件も頻発、被害者数は7200人、被害総額は1.5億元に達するなど社会問題化した。
1996年8月には、ホンジュラス船籍のマグロ漁船ペスカマ号で働いていた朝鮮族船員6人が、度重なる暴力に耐えかねて韓国人7人、インドネシア人3人、朝鮮族１人の計11人を殺害するというペスカマ号事件・ペスカマ号船上反乱事件 （페스카마호 선상반란 사건）も発生、多くの韓国人が殺害されると同時に、漁船上での日常的な暴力が明らかになったことで韓国及び朝鮮族社会に大きな衝撃を与えた。
このようななか、1996年11月には朝鮮族の作家金在国（김재국、1959年吉林省生まれ）が韓国社会と韓国人を痛烈に批判した『韓国はない』（한국은 없다・図書出版民芸堂）を出版、大きな話題を集めた。
2003年8月、「外国人勤労者の雇用等に関する法律」（外国人雇用許可制）が施行されたことにより、朝鮮族が合法的に韓国で働けるようになる。さらに、2007年の訪問就業制施行後、韓国に居住する朝鮮族は急速に増加した。
また出稼ぎや留学以外にも国際結婚によって韓国で暮らす朝鮮族も増え、2004年12月末、韓国人と結婚し韓国に滞在中する朝鮮族は2万6259人を数えた。
一方、朝鮮族の故郷である延辺では、韓国に出稼ぎ、さらに定住する朝鮮族が増えたことで、朝鮮族人口比率の低下、優秀な人材が流出したことによる地場産業の立ち遅れ、韓国からの仕送りによる消費都市化、親と離れて暮らす留守児童、少子高齢化と過疎化などが深刻な社会問題となっている。
朝鮮族が執筆した小説における韓国のイメージを調べた金虎雄（김호웅）延辺大学教授は、「朝鮮族同胞と韓国国民の葛藤と和合の論理」（「境界の美学と創造力」延辺人民出版社・2019年）のなかで、「概して韓国を否定的に描いた作品が多く、韓国は妻を奪った国、平和で幸福な家庭を破綻に追いやった張本人とみる作品が少なくない。コリアンドリームは、最終的に朝鮮族を疎外の窮地へと陥れ、朝鮮族社会に不幸を運んできたと認識されている」と分析。
そのうえで、「このような認識は、多くの限界を露呈している。実際には朝鮮族社会は、コリアンドリームを通じて失ったものより得たものの方が多い」と続け、「朝鮮族作家らの体験的、思想的な限界を指摘しないではいられない」「個人的な利害関係をもって韓国人と接し、葛藤と衝突をもたらした」と批判。「幸いにも、朝鮮族と韓国人の葛藤を、民族的な同質性と人間愛で克服しようとする小説、互いの痛みをくみ取ろうとする作品が出始めている」と評価している。
外国人雇用許可制
- 2003年7月31日、韓国企業が外国人労働者を合法的に雇用できる「外国人勤労者の雇用等に関する法律」（外国人雇用許可制）が国会を通過。韓国政府は2003年年3月末基準で滞在期間が4年以上になった違法滞在者、4年未満で合法的な手続きを踏んでいない違法滞在者に対し、強制出国の措置を取る方針を固める。3年以上4年未満の違法滞在者も強制出国の対象になるが、自ら出国したあと、外国人雇用許可制の手続きを踏んで韓国に再入国する場合は5年限度の韓国内滞在を許可する。
- 2003年11月15日、自ら出国すれば責任を負わない自主出国許可の期限が切れる。
- 2004年8月17日、外国人雇用許可制の施行開始。
- 2010年9月、外国人雇用許可制で入国した15カ国21万人の滞在期間4年10カ月が満了になる。
- 2011年8月11日、韓国の雇用労働部は、2011年6月末現在、韓国に滞在している外国人約139万2000人のうち、就労を目的に入国した人は約71万6000人に達すると発表。就労目的で入国した外国人のうち、雇用許可制度に基づき、合法的な形で就労している人は49万人（68.4%）、不法滞在者は約16万6000人（23.2%）、短期就労者や産業研修生が約1万5000人。国別に見ると、中国が31万人（うち朝鮮族が29万人）で最も多かった。

訪問就業制
- 2007年3月、韓国に親戚がいない在外同胞に3年間の滞在・就職を許可する「訪問就業制」を実施する。
- 2007年5月1日、韓国法務部は、訪問就業制実施で入国が許可される3万人の国別割り当て数を発表。中国2万322人、ウズベキスタン4022人、ロシア2500人の順。訪問就業制では、韓国に親戚がいない在外同胞に3年間の滞在・就職を許可する。韓国での労働を望む場合、07年9月16日に現地で行われる韓国語試験に合格する必要がある。入国は07年11月以降。

## 在韓朝鮮族の人口推移
- 2002年5月現在の不法滞在者数は26万2000人で、朝鮮族が7万5964で全体の28.3％、中国漢族が23.3％を占めた。
- 2006年4月現在、韓国国内に居住する外国人53万6627名の内16万9995名が朝鮮族。また国籍取得者の55％、国際結婚移民者中の42.1％が朝鮮族。
- 2007年12月現在、韓国に滞在している中国国籍の外国人は約50万人で、うち33万人が朝鮮族。
- 2009年5月現在韓国内に居住する外国人は計110万6884人。国籍別には朝鮮族を含む中国籍が56.5％（62万4994人）で最多。朝鮮族は44万3836人で外国人全体の40.1％を占めた。
- 2010年6月末現在、韓国に滞在している外国人は120万8544人で、このうち不法滞在者が17万4049人だった。不法滞在者を国籍別にみると中国が8万474人（朝鮮族含む）で46.2％を占めた。中国は滞在者57万7002人のうち13.9％が不法滞在だった。
- 短期、長期、違法などを合わせた中国人滞在者は2010年11月末現在、60万6408人（朝鮮族40万4000人余り）。約60万人の中国人滞在者のうち、合法滞在は52万9000人ほどで、残る7万7000人余り（12％）が違法滞在者。韓国内での就業資格を持つ外国人滞在者は56万人余りで、このうち28万6000人（51％）が朝鮮族。また結婚移民者14万人余りの47％に当たる6万6000人余り（朝鮮族約3万1000人）、外国人留学生8万9000人余りの75％に当たる6万7000人余り（朝鮮族約3006人）が中国人だった。
- 2011年6月末現在、韓国に滞在している外国人約139万2000人のうち就労を目的に入国した人は約71万6000人だった。国別に見ると中国が31万人（うち朝鮮族が29万人）で最多。
- 2011年9月現在の韓国在住外国人は141万8149人。うち就労者は9月末現在で60万138人だった。就労者の国籍別では中国人が31万8381人で53％を占め、このうち朝鮮族が29万6326人を占めた。就労者に次いで多い外国人配偶者は14万3253人となり10.1％を占めた。国籍別では朝鮮族を含む中国人が6万5074人（45.4％）で最も多かった。
- 2017年の人口住宅総調査によると、韓国に在留している外国人（3カ月未満を除く）は147万9000人で、総人口の2.9％を占めた。外国人数は2016年の141万4000人から6万5000人（4.6%）増加した。国家別では、朝鮮族が49万8000人（33.6％）で最も多く、中国人14.3％（21万2000人）、ベトナム人10％（14万8000人）などの順だった。[5]
- 2019年の人口住宅総調査によると、19年11月現在、韓国に在留している外国人は148万人で、総人口の3.4％を占めた。国家別では、中国系（朝鮮族、中国人、台湾を含む）が43.5％の77万人。このうち、朝鮮族は54万人（30.2％）、中国人22万人（12.4％）、台湾2万人（0.9％）だった。[14]
- 2023年の人口住宅総調査によると、23年11月現在、韓国に在留している外国人は193万5000人で、過去最高を記録した。国家別では、朝鮮族が53万2000人（27.5％）、ベトナム24万7000人、中国人22万1000人の順だった。また、韓国国籍を取得した人数は23万5000人で、出身国別では、朝鮮族が10万1000人（43.5％）で最も多く、ベトナム5万4000人、中国4万2000人、フィリピン1万543人、カンボジア5252人が続いた。
- 2025年6月末現在の外国人は273万2797人で過去最高を更新。うち、長期滞在に該当する登録外国人は155万9975人、外国籍同胞の国内居所申告者は55万2429人、観光客など短期滞在の外国人は62万403人。国籍別では中国が97万2176人で、全体の35．6％を占めた。滞在資格別では在外同胞（F‐4）が55万4895人で最も多かった。

## 韓国社会の偏見・差別
韓国では、映画やテレビで朝鮮族を犯罪者として描いたり、KBS「ギャグコンサート」でカン・ソンボム（강성범）演じる延辺チョンガ―（연변총각）や、朝鮮族が韓国人を相手に特殊詐欺（ボイスフィッシング）を試みる過程をネタした同番組のコント「黄海」など、お笑い番組で朝鮮族独特の訛りを笑いのネタにすることがよくみられる。また、ネット空間でも「チャンケ（짱깨、中国人全般を指す侮蔑語）」や「犯罪者集団（범죄자 집단）」などの差別的・侮辱的なコメントが飛び交っている。
社会に大きな衝撃を与えるような残酷な事件が起きるたびに、「犯人は朝鮮族」とのうわさが広がり、2018年10月14日の「ソウル江西区ネットカフェ殺人事件（서울 강서구 PC방 살인사건）」でも、容疑者のゲームIDに漢字が使われていた点や、警察が当初、容疑者の詳細を明らかにしなかったことなどから「容疑者は朝鮮族」とのうわさがSNSを中心に一時急速に広がった。
韓国のマスコミは、「朝鮮族とのうわさ、なぜ広がった？ 朝鮮族恐怖症という悲しい自画像」（東亜日報）や「訛り直そうと努力しても、朝鮮族に向かう視線は今も冷ややか」（同）などの記事を掲載、韓国社会に差別や偏見が広がっていると指摘している。
また、韓国の一部保守系メディアやネットコミュニティ、SNSは朝鮮族が中国共産党の指令のもとで、北朝鮮と結託し韓国の選挙などに深く介入し、保守派に不利な世論を作り出したと主張している。青瓦台の請願サイトで調査を呼び掛けた人もいる。
このほか、近年、ネットなどを中心に広がった朝鮮族関連のうわさ、疑惑、話題などには以下のようなものがある。
- 「亀尾3歳女児餓死事件」で、「女児の母親と明らかになった祖母は朝鮮族」とのうわさ。2021年3月25日、捜査を担当した警察関係者が、聯合ニュースとのインタビューで否定。[19]
- 歴史を歪曲しているとして打ち切りとなった、テレビドラマ「朝鮮駆魔師」の作者は朝鮮族とのうわさ。問題が大きくなったため、制作会社が公式に否定。[19]
- 2021年ソウル市長補欠選挙を前に、9万人を超える朝鮮族が選挙権を持っていることが否定的に取り上げられる。韓国では2005年8月に選挙法を改正、永住権の取得から3年が過ぎた19歳以上の外国人は、地方選挙に限り、選挙権に参加できるようになった。[19][20][21][22][23]
- 2021年9月、新型コロナウイルス支援金の支給対象から除外された在韓朝鮮族たちの間で、韓国政府に対する怒りが広がっているとの報道が相次ぐ。「斧持って押しかけよう - 災害支援金を受給できない朝鮮族たち憤慨」（東亜日報）[24]や「なぜくれない、Xのような（罵り言葉の）大韓民国　災害支援金を受給できず怒った朝鮮族たち」（MBN）[25]など、刺激的な見出しで伝えたため、朝鮮族に対する反発を呼び、ある記事には、朝鮮族を批判するコメントが1万件近くも投稿される。一方、聯合ニュースは、「中国同胞、災害支援金除外で忿怒は事実でない、憎悪を煽るな」[26]とのニュースで、朝鮮族に対する嫌悪感情の高まりを危惧する。
- 2021年4月に法務部が国籍法改正案を立法予告したことに伴い、「朝鮮族の子女は成績が足りてなくてもソウル圏の学校に容易に入学できる」「朝鮮族は韓国国籍があっても、兵役義務を果たさない」などの話題がネットで取り上げられる。[27]
- 2024年6月24日、京畿道華城市で発生したリチウム電池製造工場の火災で、朝鮮族17人を含む作業員ら23人が死亡したことに対して、ウェブ上では、被害者を追悼することばのほか、「中国人たちが保険金を取ろうと大騒ぎ」「朝鮮族が若者の就職先を奪うので、もっと賃金を下げるべき」「中国人が亡くなったのに、なぜ遺族を支援しなきゃいけないのか」「6月25日（朝鮮戦争の開戦日）を前に中国人の事故とは、意味深々だ」「中国人同胞とか嘘つけ、中国人だろ」「韓国語が上手な中国人に朝鮮族や同胞などと感傷に浸った人たちは目を覚ませ」など差別的な言動が拡散した。[28][29]

## 朝鮮族が登場する韓国のドラマ・映画
韓国社会と朝鮮族との交流、接触が増えるにつれ、韓国のドラマや映画にも頻繁に朝鮮族が登場するようになった。
主人公（登場人物）として男性よりも女性が好まれ、ロングランを記録したミュージカル「地下鉄1号線」やSBSドラマ「ピングオリー」（2005年2月10日）の主人公ソンニョ（善女）という人物名からもうかがえるように、朝鮮族の女性は「田舎者、うぶ、善良」といった人物として描かれる傾向がある（韓国版オリエンタリズム）。
また、興行的に大成功を収めた映画「哀しき獣」（原題：황해、2010年12月公開）を代表として、2010年代に入るころには、交流初期にあった好意的なまなざしが薄れ、何らかの犯罪と関係する「汚い、粗暴、危険」な存在として描かれる傾向が強まった。2011年の「人肉カプセル事件」や2012年の「水原バラバラ殺人事件」など延辺（中国）や朝鮮族が関わる陰惨な事件が連日大きく報道され社会に衝撃を与えたこと、嫌中感情の広がり、強大な隣国に対する恐怖感なども影響しているとみられる。
韓国のマスコミは、「汚く、危険なひとびと――映画の中の偏見が中国同胞差別を生む」などの記事を掲載、映画が、韓国人が抱く朝鮮族のイメージに大きな影響を与えているとも指摘。
2017年8月28日公開の「ミッドナイト・ランナー」（韓国名：青年警察）では朝鮮族が臓器売買を行う犯罪集団のように描かれているとして、朝鮮族団体が上映中断と制作陣の謝罪を要求。また、朝鮮族60名余が「朝鮮族を悪意をもって描き、偏見を助長した」として製作会社の「Movie Rock」を訴えた。2018年11月の一審で敗訴したものの、2020年6月の控訴審で、ソウル中央地方法院は、映画に登場する朝鮮族の描写について、「架空の事実が含まれており、映画によって不快感や疎外感などを持ったように見える」とし、和解勧告の決定を下した。また、同年4月に「Movie Rock」は既に朝鮮族団体側に「今後、特定の集団に偏見や反感を引き起こす嫌悪表現がないかを十分に検討する」という謝罪文を渡した。
- 地下鉄1号線（지하철 1호선・1994年5月・ミュージカル）お腹のなかにいる子供の父親を探しにソウルを訪ねた延辺の娘ソンニョ（善女）が主人公。1994年に初演して以降、2000年2月に公演1000回、2003年11月に2000回、2006年3月に3000回、2008年に4000回を記録した。
- あなたを知ってから（그대를 알고부터・2002年・MBCドラマ）崔真実が韓国に働きに来た延辺女性を演じる。
- 加里峰エレジー（가리봉 엘레지・2002年3月7日・MBC特集ドラマ）ソウル・加里峰洞に集まり、自分たちなりの社会を形成している在韓朝鮮族の生活ぶりとともに、その裏に隠れた人間的哀歓を描く。[34]
- ラブ・インポッシブル〜恋の統一戦線〜南男北女（남남북녀・2003年8月29日公開・映画）日本では2006年春に公開。
- ピングオリー（핑구어리・2005年2月10日・KBSドラマ）旧正月の特集ドラマ。延辺女性リ・ソンニョ（李善女）が父親を探しに韓国に渡るも不法滞在者になり紆余曲折を経験する。1998年一家で脱北したリ・ギョンが初出演。ピングオリーとは延辺名産リンゴ梨（萍果梨、朝鮮語ではサグァぺ）の中国語発音。
- ダンサーの純情（댄서의 순정・2005年4月28日公開・映画）有名なダンサーである姉の替わりに韓国に来た延辺の少女がダンスを習い活躍する。ムン・グニョン主演。
- 19の純情（열아홉 순정・2006年5月・KBSドラマ）延辺出身のヤン・グンファが国際結婚のため訪韓するが、突然新郎に先立たれる。韓国での生活を始め、エリート男性と出会う。ク・ヘソン主演。
- 青き河は流れよ（푸른 강은 흘러라・2009年10月8日公開・映画）延辺の朝鮮族中学スギとチョリが主人公。チョリは韓国へ出稼ぎに行った母親が送ってきた金でバイクと携帯電話を購入、乱れた生活を送るようになる。そんな中、チョリの母親が韓国で事故にあう。

- 哀しき獣（황해・2010年12月22日公開・映画）延辺のタクシードライバー、グナムは、借金返済のため殺し屋の提案を受け人を殺すため韓国へ向かう。グナムは殺人の機会を伺いながら出稼ぎに出たまま行方不明の妻を探すが逆に追われる身となる。
- カウントダウン（카운트다운・2011年公開・映画)朝鮮族の組織暴力団が登場。
- 共謀者（공모자들・2012年・映画）臓器売買する朝鮮族が登場。監督によると、週刊誌で見た、「中国へ旅行に行った新婚夫婦の妻が拉致され、2カ月後に臓器がすべてない状態で見つかった事件」をモチーフにしている[35]。が、実際にそのような事件があったのかは不明。
- 黄海（황해・2013年 - ・バラエティ番組KBS「ギャグコンサート」のコント）朝鮮族が韓国人を相手に特殊詐欺（ボイスフィッシング）を試みる過程をネタにしている
- 新世界（신세계 2013年2月21日公開・映画） 乞食のような身なりの朝鮮族犯罪者が登場。
- 海にかかる霧（해무・2014年・映画）密航する朝鮮族が登場
- コインロッカーの女（차이나타운・2015年4月29日公開・映画）臓器売買を行う朝鮮族犯罪組織が登場。
- 阿修羅（아수라・2016年9月28日公開・映画）
- 女は冷たい嘘をつく（미씽: 사라진 여자・2016年11月30日公開・映画）13カ月になる赤ん坊を連れて消えた朝鮮族の乳母を追跡するミステリー映画
- 悪女（악녀・2017年6月8日・映画）
- ミッドナイト・ランナー（청년경찰・2017年8月28日公開・映画）ソウル永登浦区大林洞が舞台。朝鮮族が犯罪集団のように歪曲して描かれているとして、朝鮮族団体が上映中止と制作陣の謝罪を要求[31]。
- 犯罪都市（범죄도시・2017年10月3日公開・映画）2004年と2007年にソウル九老区加里峰洞で起きた暴力団事件を題材に警察の活躍を描く。「青年警察上映禁止要求大林洞中国同胞地域民合同対策委員会」は2017年9月10日、大林洞で集会を開き上映中止を求める。
- ミストレス（미스트리스・2018年4月28日 - 2018年6月3日・ドラマ）
- Big Forest（빅 포레스트・2018年9月7日 - 2018年11月9日・tvN金曜ドラマ）多くの朝鮮族が暮らすソウル・大林洞を背景にしたブラックコメディドラマ。主人公の一人として朝鮮族のシングルマザーが登場。
- 偶像（우상・ 2019年3月20日公開・映画）チョン・ウヒが朝鮮族女性を演じる
- ゾンビ探偵（좀비탐정・2020年9月21日 - 2020年10月27日・ドラマ）
- 江陵（강릉・撮影中・映画）江原道江陵を舞台とした犯罪映画
- 模範タクシー（모범택시・2021年4月9日 - 2021年5月29日・SBS金曜土曜ドラマ）特殊詐欺事件を題材にした第9回 - 10回に、イ・ジェフン（이제훈）が朝鮮族ワンタオチー（왕따오지）に扮する。
- 黒い太陽（검은태양・2021年9月17日 - 2021年10月23日・MBC金曜土曜ドラマ）大韓民国国家情報院に所属する朝鮮族の情報要員が登場。
- 市民ドクヒ（시민덕희・2024年1月24日・映画）特殊詐欺事件（ボイスフィッシング）が題材。主人公の韓国人女性ドクヒを助ける友人の朝鮮族女性が登場。
- 悪縁（악연 karma・2025年4月公開・Netflixドラマ）凶悪な殺人事件を起こす暴力団出身の朝鮮族が登場。
- グッドボーイ（굿보이・2025年5月31日-2025年7月20日・JTBC土曜・日曜ドラマ）特別採用された国家代表選手出身の警察たちが活躍するアクション刑事ドラマ。「東北会」など朝鮮族の組織暴力団が登場。
- 広場（광장・2025年・Netflixドラマ)朝鮮族と「かねやま」という名の在日韓国人の殺人請負業者が登場。

## 事件・事故
- 2008年1月7日午前、韓国の京畿道利川にある大型冷凍倉庫「コリア2000」で爆発と同時に火災が発生し作業員40人が死亡。うち朝鮮族13人が死亡または重い火傷を被る。爆発当時、倉庫地下では57人が作業中だった。1月7日、多くの朝鮮族が死亡したことをうけ、胡錦涛主席は犠牲者らに哀悼を示し、負傷者を治療し、死亡者の遺族が韓国を直ちに訪問できるように便宜を提供するよう指示した。
- 2010年7月8日、ソウル高裁は、韓国で交通事故で死亡した中国籍の朝鮮族女性に対する損害賠償金額を算定する際には、中国の賃金水準に基づくべきだとする判断を下す。2008年9月に交通事故で死亡した朝鮮族女性の遺族がサムスン火災を相手取り起こした損害賠償訴訟で、保険金給付額を1審より減額する和解勧告を行った。
- 2012年4月2日、京畿道水原市で朝鮮族の呉某（男・42歳）が帰宅中の韓国人女性（28歳）を家に拉致して殺害し、遺体をバラバラする事件が発生。いわゆる「水原バラバラ殺人事件」。
- 2014年12月、京畿道水原市で朝鮮族の朴某（男・55歳）が同居していた朝鮮族女性（48歳）を殺害、遺体をバラバラにしたのち、八達山などに遺棄。いわゆる「水原バラバラ死体遺棄事件」。
- 2024年6月24日午前、韓国の京畿道華城市にあるリチウム電池製造工場で火災が発生し、朝鮮族17人を含む作業員ら23人が死亡した。同工場では、100人を超える従業員が働いており、その大部分が中国東北部出身の30代 - 40代朝鮮族女性だった。[36]

## ペスカマ号事件
1996年8月2日、ホンジュラス船籍のマグロ漁船 ペスカマ（PESCAMAR）号で働いていた朝鮮族船員6人が、度重なる暴力に耐えかねてサモア近海で、33歳の船長ら韓国人7人、インドネシア人3人、朝鮮族１人の計11人を殺害し、事件を隠蔽するため死体を海へ遺棄した。生き残った船員が反乱した船員を倉庫に閉じ込めて反乱を鎮圧。燃料不足によって漂流したあと、日本領海内で救難信号を発して日本船に発見された。日本の海上保安庁の巡視船によって拘束され、調査を受けたのち韓国に引き渡される。ペスカマ号の乗組員は朝鮮族7人、韓国人8人、インドネシア人9人の計24人だった。韓国人は、一等航海士（32歳）一人が生き残った。裁判で、主犯のチョン・ジェチョン（전재천、犯行当時38歳、大学卒）ら6人は、「韓国人は、私たちのことをイヌと呼ぶなど毎日罵られ、棒や鉄パイプで殴れられた」と証言。
- 1996年6月7日、釜山南港から出港。最初の乗員は17人。
- 1996年6月14日、テニアン島で朝鮮族が合流。睡眠時間は2時間から6時間しかないなどで仕事がきつく、朝鮮族船員らが下船させるように要求する。船長は、「下船により発生する費用は下船者が負担する」という覚書を提示。その金額は朝鮮族らが一生働いても返せない額だったこともあり、朝鮮族らは継続して働くことを願い出たが、受け入れられず。
- 1996年8月2日、窮地に陥った朝鮮族らは、サモア近海で反乱。密航するため日本へ向かう。その後、唯一生き残った韓国人一等航海士の機転により、反乱を起こした朝鮮族らを魚倉に閉じ込めることに成功する。
- 1996年8月24日、日本の海上保安庁の巡視船が、鳥島の南方でペスカマ号を発見。
- 1996年12月24日、1審で釜山高等法院は、主犯のチョン・ジェチョンら6人に死刑を宣告。
- 1997年4月の2審で、主犯のチョン・ジ ェチョンを除く5人を無期懲役に減刑。2審では、当時、人権派弁護士として知られていた文在寅（第19代大統領）が弁護人をつとめた。文在寅は、「チョン・ジェチョンは主犯ではない」とも主張。
- 1997年7月26日、大法院は、主犯のチョン・ジェチョンを死刑 、残りの朝鮮族5人を無期懲役とした原審を確定する。
- 2007年12月、特別赦免により、主犯のチョンを無期懲役刑に減刑。当時、文在寅が廬武鉉政権の秘書室長をしていたこともあり、文在寅の意向が働いたのではないかと話題になる。[37]

## 韓国の朝鮮族タウン
多くの朝鮮族労働者が暮らすソウル九老工業団地周辺の加里峰・大林洞一帯は朝鮮族タウン（조선족 타운）、延辺通り（연변 거리）、羊肉串通り（양꼬치 거리）などとも呼ばれ、中国料理店や羊肉串店、中国雑貨店、旅行会社、安宿・民宿などが多く集まり、中国語の看板が立ち並ぶ独特の町並みを形成している。
在韓朝鮮族の主要居住地分布は永登浦区、九老区、衿川区、冠岳区、広津区、安山市、水原市、始興市、富川市、城南市の順で多く現れ、アンケート調査分析の結果、男性の主要職業は建設業労働者、女性の主要職業は家事労働者と介護人であることが分かった。また、朝鮮族が移住目的国の住民である韓国人と言語の類似性と民族的同質性を持っているのに比べ、ソウル市居住の朝鮮族の経済活動は季節労働と連携する建設業と家事労働者·介護労働や飲食店従事に集中している。
永登浦区には2008年5月、40万8186人の住民が暮らし、このうち3万9793人が朝鮮族または中国人を含む外国人。また九老区にも2万8818人の外国人が暮らし、九老6洞に登録されている朝鮮族は3220人にのぼった。1999年6月6日にはすでに、韓国ソウル九老区九老6洞に大韓イエス教長老会「ソウル朝鮮族教会」が創立されている。
一方で、黒龍江派など朝鮮族の暴力団組織も生まれ、2007年4月にはソウル九老区加里峰洞一帯で活動していた延辺黒蛇派32人が逮捕された。延辺出身者らが結成、他の暴力団員らを暴行、歓楽街の遊興業者などから金品を奪っていた。普段から足首や背中に刀やオノを隠し持ち、ささいなもめ事でも凶器を振り回して商売人らを脅し、朝鮮族はひどい目に遭っても報復を恐れ、被害の事実を隠すケースが多かった。
永登浦区大林洞は2004年以降、加里峰洞で暮らしていた朝鮮族たちが再開発の影響で移り住み、朝鮮族の街として知られるようになった。だが、2017年9月現在、永登浦区の朝鮮族は3万1548人と、2年前に比べ約15％減少した。朝鮮日報はその理由として、中国系大手資本流入による家賃の高騰を挙げている。大林洞の朝鮮族たちは仁川市富平区などソウル郊外に移り住み、富平区の朝鮮族は2017年9月現在8960人で、4年前に比べ60％近く増加した。
2020年代基準で韓国の首都圏京畿道居住の朝鮮族タウンは以下の通りである。
- 安山市檀園区の朝鮮族数は22,499人 (男性 13,354人、女性 9,145人)

- 安山市常緑区の朝鮮族数は4,957人 (男性2,778人、女性2,179人)

- 水原市勧善区の朝鮮族数は7,278人 (男性 4,110人、女性 3,168人)

- 水原市霊通区の朝鮮族数は1,673人 (男性879人、女性794人)

- 水原市長安区の朝鮮族数は3,393人 (男性 1,911人、女性 1,482人)

- 水原市八達区の朝鮮族数は11,520人 (男性6,722人、女性4,798人)
- 始興市の朝鮮族数は19,460人 (男性11,039人、女性8,421人)
- 富川市の朝鮮族数は13,941人 (男性7,737人、 女 6,204人)
- 城南市盆唐区の朝鮮族数は348人 (男性158人、女性190人)
- 城南市寿井区の朝鮮族数は7,606人 (男性4,211人、女性3,395人)
- 城南市中原区の朝鮮族数は1,753人 (男性938人、女性815人)[40]

## ギャラリー

### ソウル九老区加里峰洞

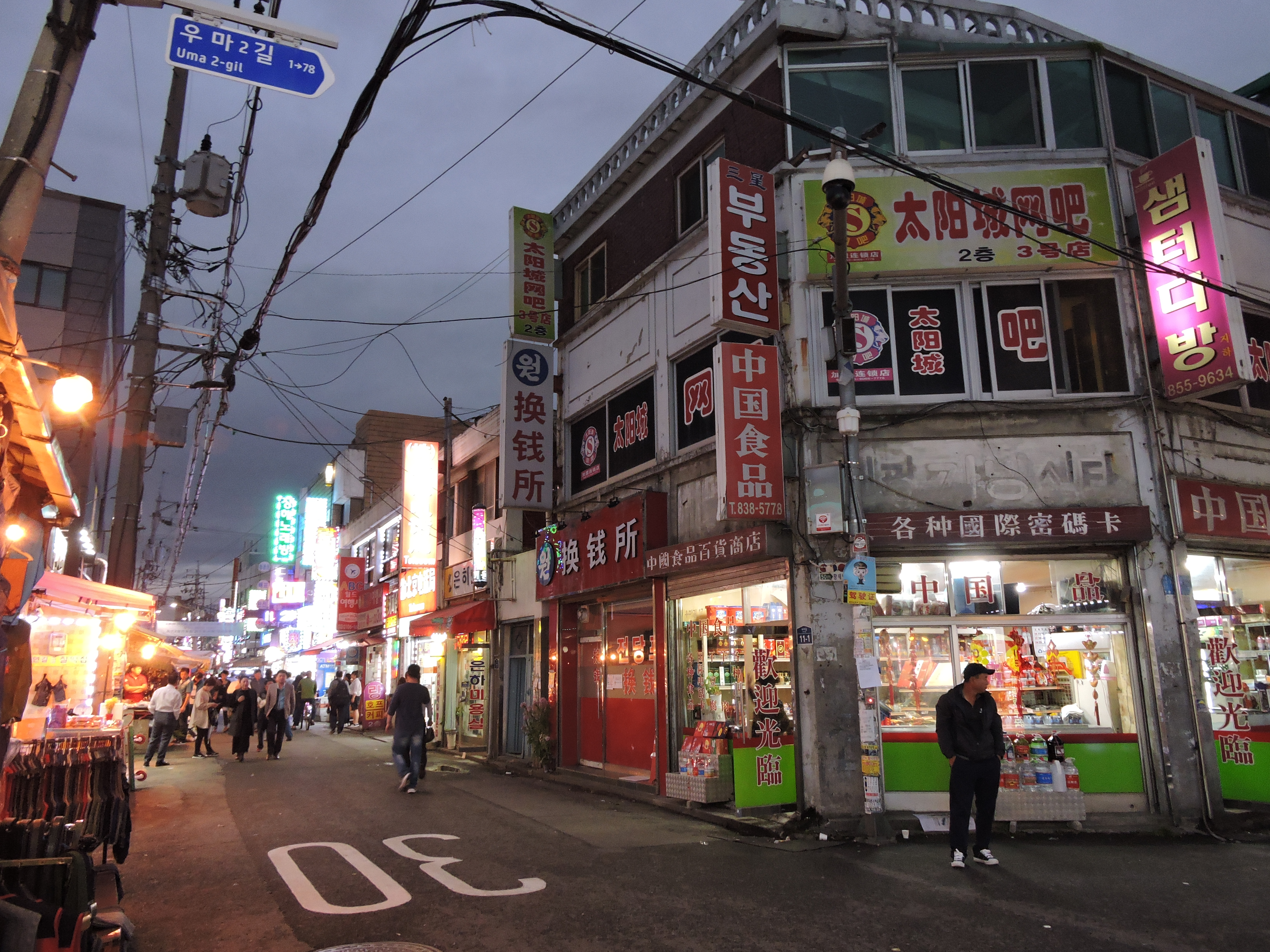
ソウルの朝鮮族タウン、加里峰洞（カリボンドン）の町並み
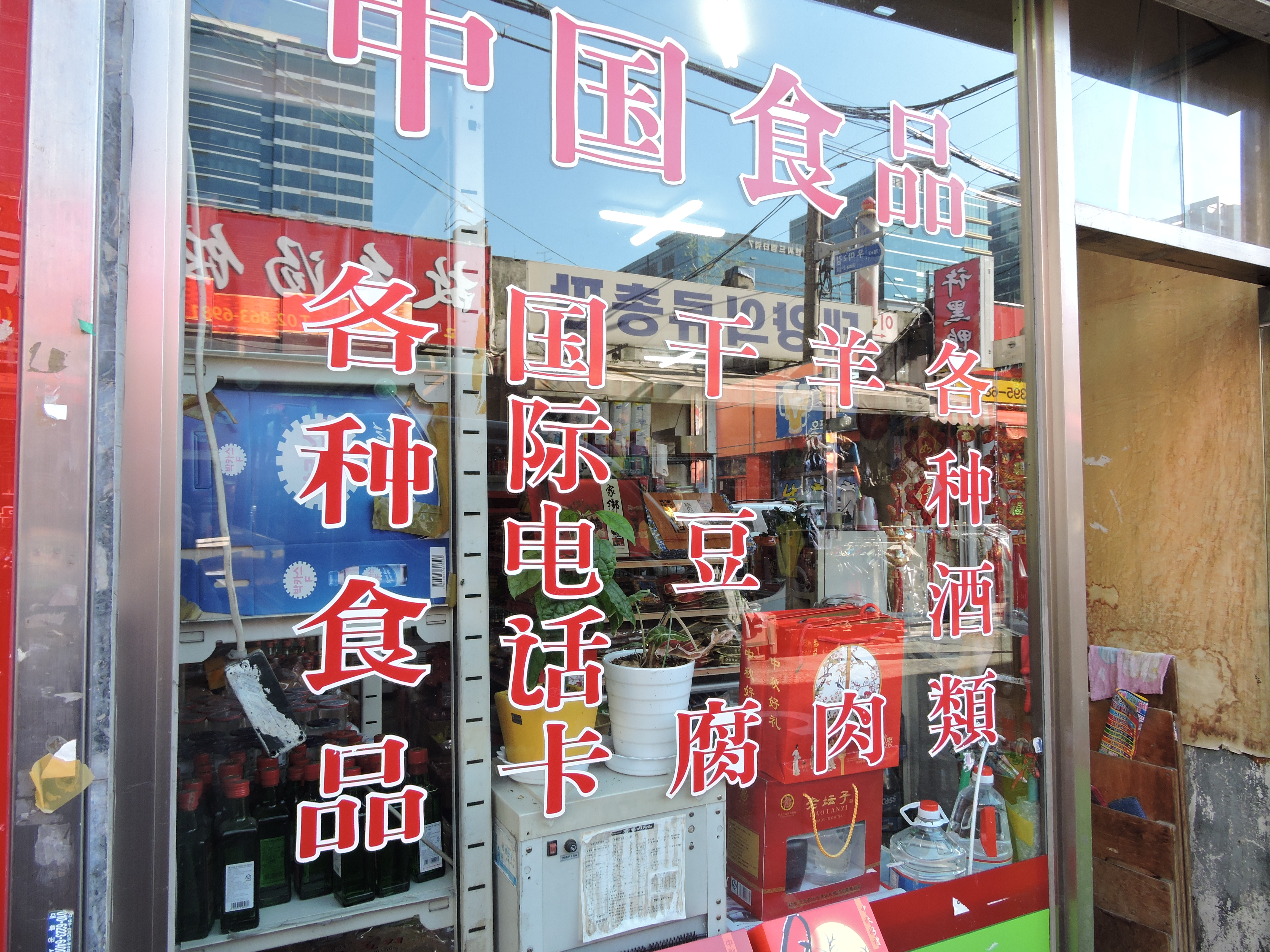
加里峰洞（カリボンドン）の中国雑貨店
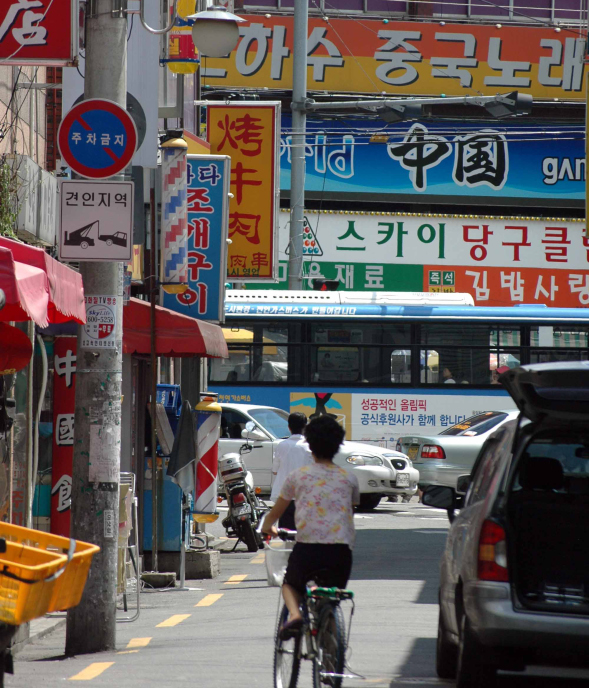
加里峰洞（カリボンドン）の町並み
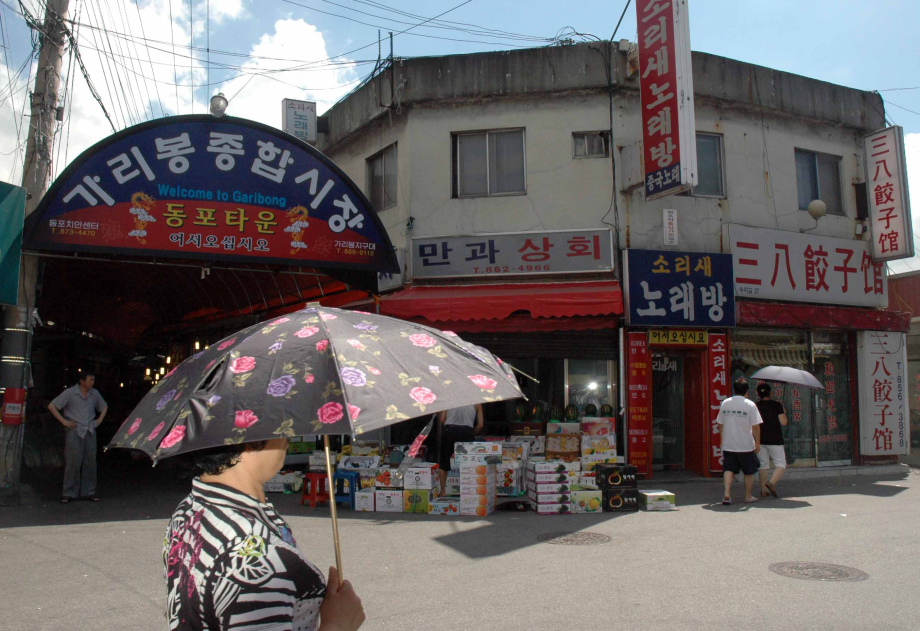
加里峰（カリボン）総合市場
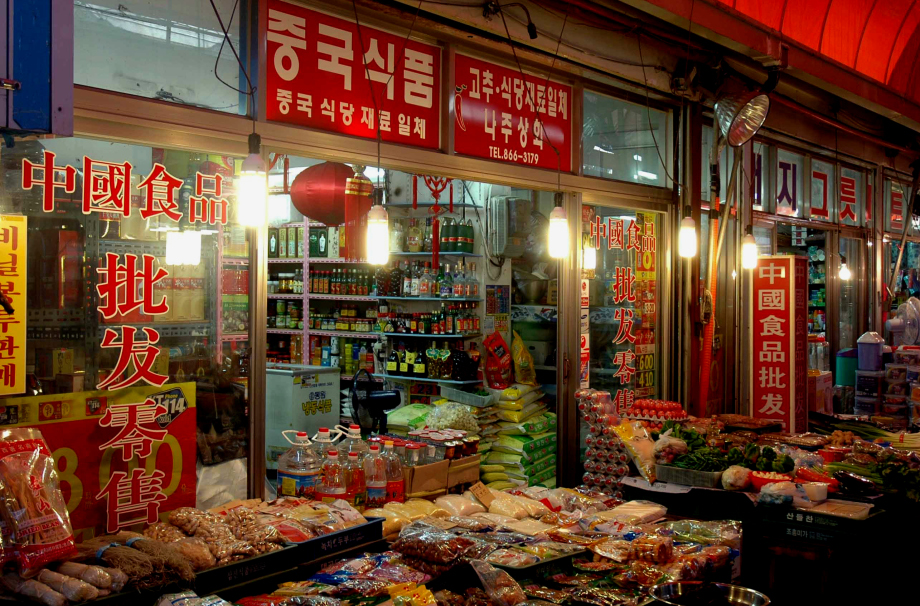
加里峰（カリボン）の市場
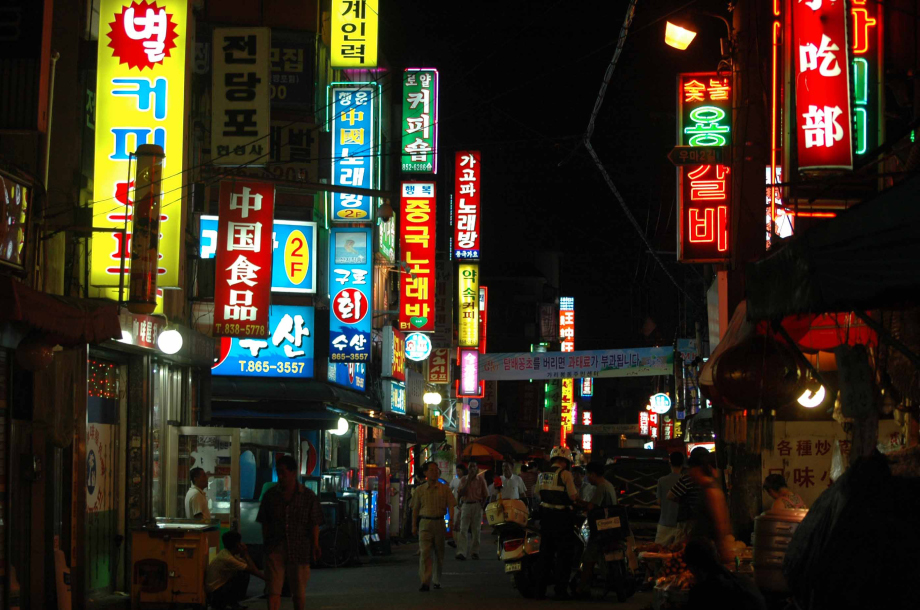
ソウルの朝鮮族タウン、加里峰洞（カリボンドン）の町並み
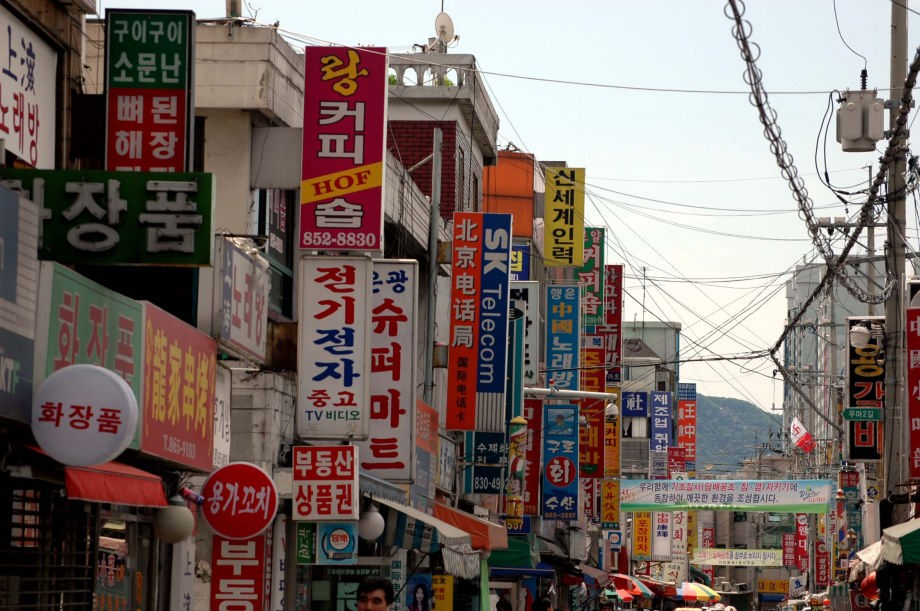
ソウルの朝鮮族タウン、加里峰洞（カリボンドン）の中国語の看板

### ソウル永登浦区大林洞

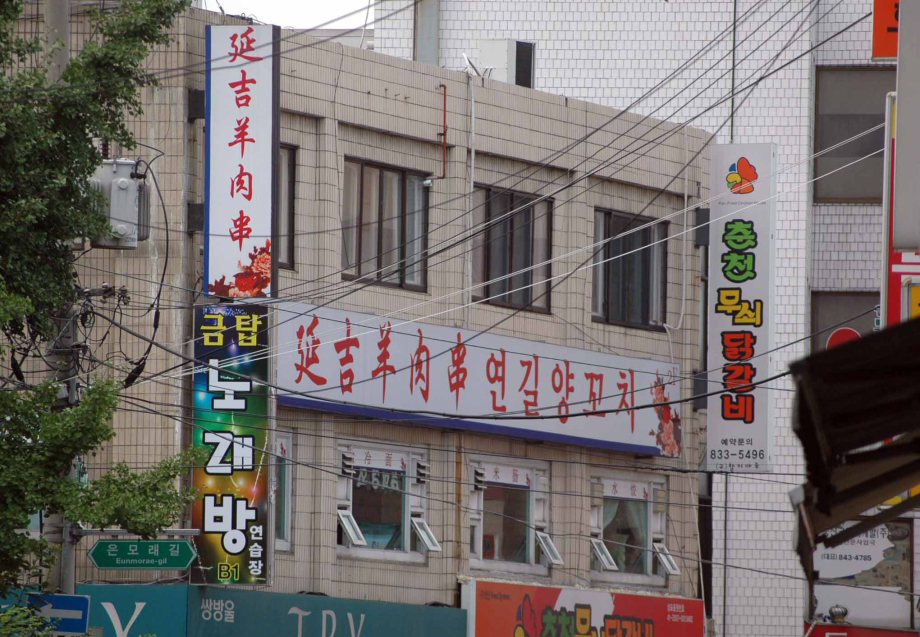
大林洞の中国語看板
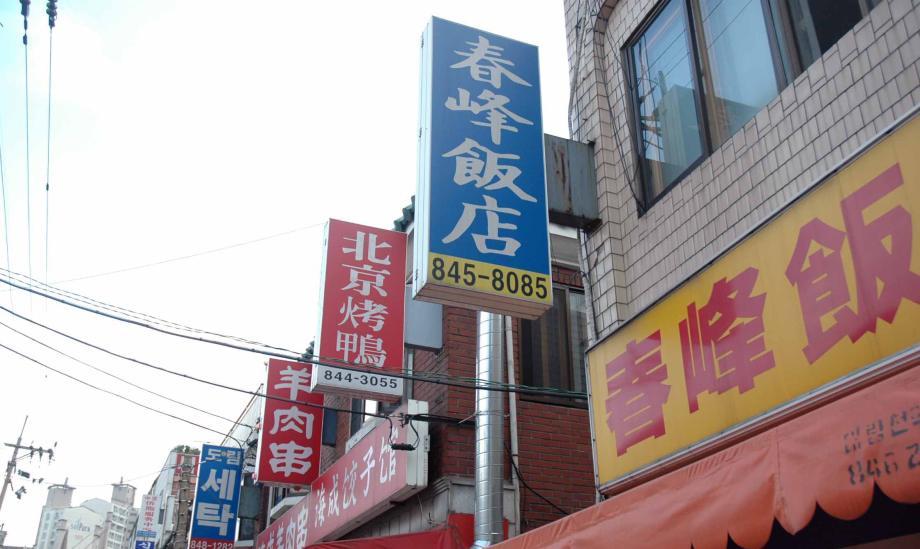
大林洞の中国語看板
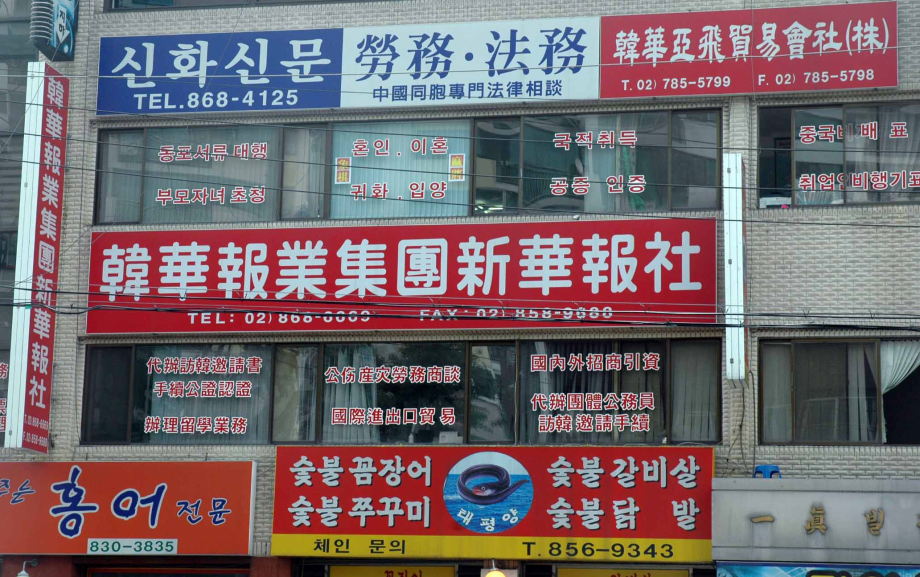
大林洞の中国語看板
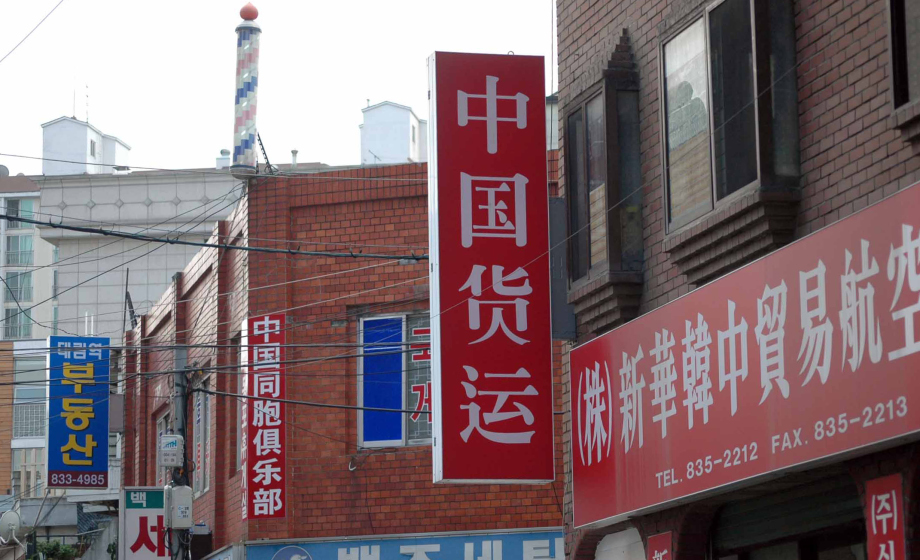
大林洞の中国語看板
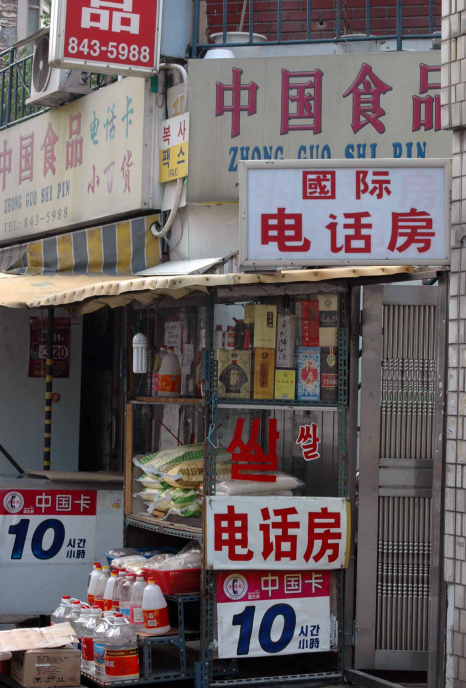
大林洞の中国語看板
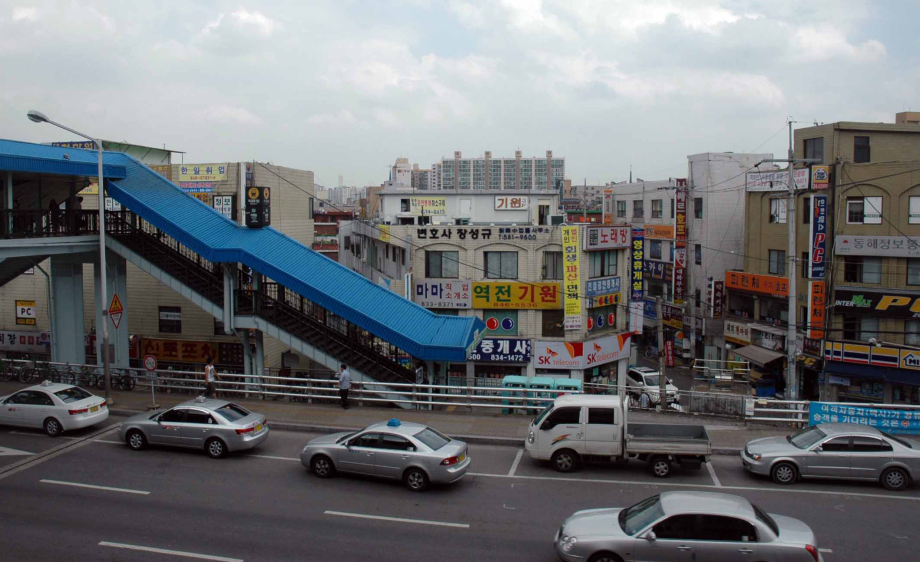
地下鉄駅周辺
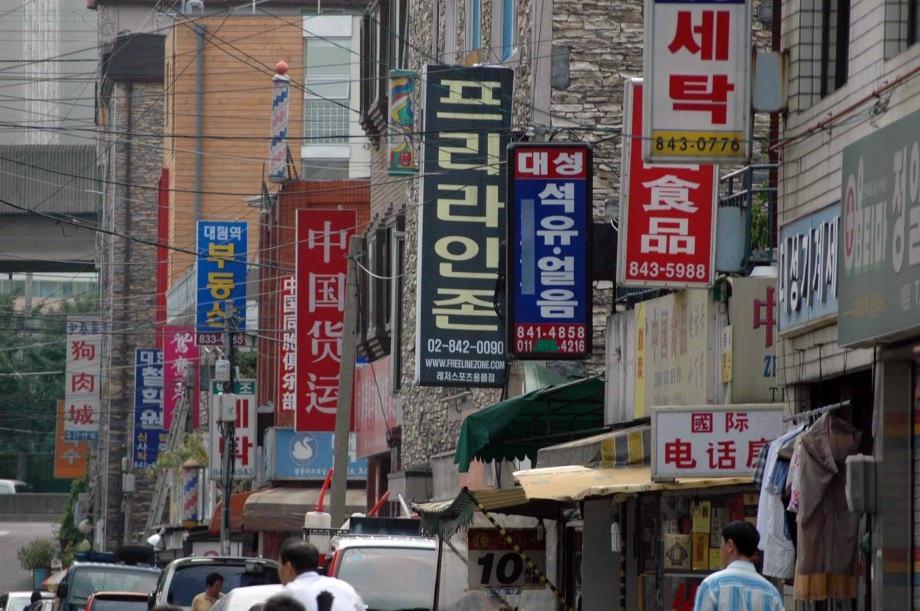
大林洞の中国語看板
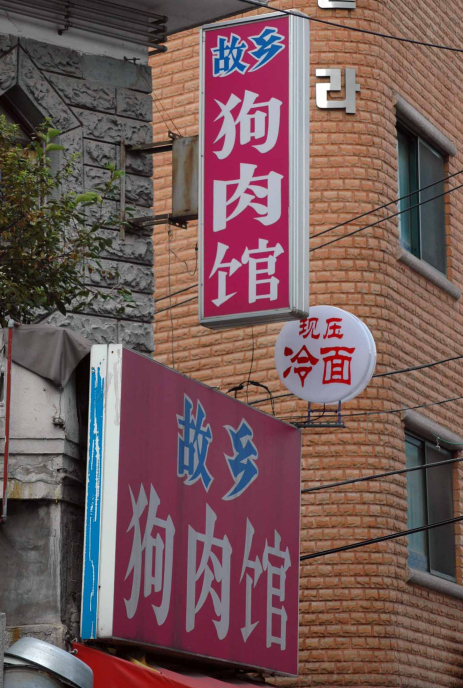
大林洞の中国語看板

## 韓国在住の朝鮮族著名人
- 朱権 - 野球選手。韓国国籍取得。幼少期より家族と共に韓国に在住[41]。野球中国代表。
- 張律 - 延吉出身の映画監督[42]。元延辺大学中国語中国文学科教授。
- 鄭守一 - 元北朝鮮のスパイ、元檀国大学校教授。韓国国籍取得[43]。
- ロンジュン - 歌手。男性アイドルグループNCTのメンバー。
- 金東学（朝鮮語版） - チャンギの棋士[44]。
- ヨングク（朝鮮語版） - アイドル。男性アイドルグループJBJのメンバー[45][46]。
- 白青剛（朝鮮語版） - 歌手[47]。
- チェ・ヨンファ（朝鮮語版） - トロット歌手[48]。
- チョン・サンウン（朝鮮語版） - 卓球選手。韓国国籍取得[49]。「第23回アジア卓球選手権大会」に韓国男子卓球代表チームの選手として出場。
- カン・ミスン（朝鮮語版） - 卓球選手。韓国国籍取得[49]。
- イ・ヨン - バレーボール選手。韓国国籍取得[50]。
- D.Ark - ラッパー[51]。
- TASTY（朝鮮語版） - 一卵性双生児の音楽デュオ[52]。
- ユン・ウンファ - 揚琴演奏家[53]。
- 南松（朝鮮語版） - サッカー選手[54]。
- 高銘翼 - サッカー選手。元サッカー中国代表の高仲勲（中国語版、英語版）の子、高准翼の弟[55]。

### 2世
- チョン・ユンソク（朝鮮語版） - 子役俳優。両親は共に朝鮮族[56]。

## 参考
- 金在国『日本人のための「韓国人と中国人」中国に暮らす朝鮮族作家の告白』舘野晳訳・三五館・1998年